# 完全不连通空间
在拓扑学和相关的数学分支中，完全不连通空间是没有非平凡连通子集的拓扑空间。在所有拓扑空间中空集和单点集合是连通的，而在完全不连通空间中它们是仅有的连通子集，在此意义上，完全不连通空间是极大不连通。
完全不连通空间的重要例子是康托尔集合。另一个例子是在代数数论中扮演关键角色的p进数的域 Qp。

## 定义
拓扑空间 X 是完全不连通，如果在 X 中的连通分支是单点集合。

## 例子
下面是完全不连通空间的例子:
- 离散空间。
- 有理数空间。
- 无理数空间。
- p进数。更一般的说预有限群都是完全不连通的。
- 康托尔集合.
- Baire空间.
- Sorgenfrey线。
- 零维 T1 空间。
- Stone空间。
- Knaster-Kuratowski扇。

## 性质
- 完全不连通空间的子空间、乘积和余积是完全不连通的。
- 完全不连通空间是 T1 空间，因为点都是闭合的。
- 完全不连通空间的连续像不必然是完全不连通的，事实上，所有紧致度量空间是康托尔集合的连续像。
- 局部紧致豪斯多夫空间是零维的，当且仅当它是完全不连通的。
- 所有完全不连通紧致度量空间同胚于离散空间的可数乘积的子集。

## 引用
- Willard, Stephen, , Dover Publications, 2004, ISBN 978-0-486-43479-7, MR2048350